# Pilsrundāle
Pilsrundāle eller Rundāle er en mindre by i Zemgale og centrum for Rundāles novads i det centrale Letland.
Historiske kilder nævner Rundāle første gang i 1280, da ordensmester Konrad lod en borg opføre, der senere blev kendt under navnet Ruhenthal. I årene 1736 til 1740 opførtes Rundāle Palads efter et projekt af Bartolomeo Rastrelli, et slot der var hertug Ernst Johann von Birons sommerresidens.
I Pilsrundāle findes rådet for Rundāles novads samt administrative institutioner, mellemskole, børnehave, bibliotek, posthus, apotek, og hotel "Baltā māja" (Hvide Hus). Seværdigheder er Rundāle Palads, vandmøller samt en samling af antikke biler.